# Roser Ros i Vilanova
Roser Ros i Vilanova (Barcelona 19 de febrer del 1950) és una pedagoga, escriptora, narradora, poeta i dramaturga catalana.

## Biografia
Va cursar Pedagogia a la Universitat de Barcelona entre el 1969 i el 1974. Compromesa amb la lluita antifranquista, va ser detinguda el gener del 1974 i va passar un mes a la presó de la Trinitat de Barcelona i dos mesos a la presó de Carabanchel. Exiliada a París durant tres anys amb el seu company i la seva filla d’un any, amb l’amnistia del 1977 van poder tornar amb una filla més. El retorn a Catalunya va coincidir amb la represa democràtica a Espanya, fet que els va permetre participar en les tasques de recuperació de la vida cívica i política democràtiques.
Es va implicar a fons en la formació de mestres (especialment a l'Associació de Mestres Rosa Sensat en el marc de les Escoles d’Estiu i també en altres punts d’Espanya). Participa des del seu inici en la fundació de la revista Infància Educar de 0 a 6 anys de Rosa Sensat en els apartats de literatura i llibres per a infants. Durant la dècada de 1980, treballa com a mestra a dues escoles municipals de la ciutat de Barcelona, Escola Ignasi Iglésias i Escola del Mar. En aquest període col·labora amb el Museu d’Arts i Indústries Populars de Barcelona (MAITP), dirigit llavors per Dolors Llopart, gràcies a un permís que li atorga Maria Aurèlia Capmany, regidora de cultura de l'Ajuntament de Barcelona en aquell moment. Inicia llavors una feina de recuperació i narració de contes de tradició oral, especialment per a les escoles que visitaven el museu i grups d’adults atrets pel plaer d’escoltar contes. L’any 1991 funda l’Associació Tantàgora juntament amb dues altres persones l’objectiu de la qual és fer arribar la literatura a tota mena de públics entenent-la com un cross art. L’any 2010 Tantàgora crea el Flic Festival
El temps d’estada a París li reforcen l’interès per la pedagogia i també per l’etnopoètica i la narració oral, temes que quallaran en la seva tesi doctoral defensada l’any 1997al Departament de Teoria i Historia de l’Educació de la Universitat de Barcelona sota el títol Les rondalles d’animals, el cas del cicle de la guineu i el llop, dirigida pel Doctor Gabriel Janer Manila. Amb la seva tesi, el 1998 va obtenir el Premi de Pedagogia Francesc Flos i Calcat atorgat per l’Institut d’Estudis Catalans.
Va crear un grup sobre els contes i la seva narració anomenat Devivaveu, a partir del qual va sorgir l'Associació de Narradores i Narradors (ANIN) el 1998. És una entitat sense ànim de lucre que agrupa narradors professionals, ocasionals, en formació i persones  que estimen i gaudeixen amb la narració oral. Ros va dirigir la que va ser la seva revista N.
Forma part activa de l'Associació Tantàgora, Serveis Culturals (presidenta); del Flic Festival (directora literària); de la revista Tantágora (directora) i de la revista Infància (col·laboradora).
Entre els anys 2009 i 2019 va impartir classes de didàctica de la llengua i la literatura a Blanquerna, la Facultat de Magisteri de la Universitat Ramon Llull.

### Narradora
Com a narradora s'adreça a tota mena de públics i tracta tant el repertori tradicional com el contemporani. Ha celebrat sessions de narració per tots els Països Catalans, també a Madrid, Salamanca, Múrcia, Almeria, Pamplona, Brussel·les, París, Montevideo, Lanzarote, Lucena, Tenerife, Braga (Portugal), Buenos Aires (Argentina), Monterrey (Mèxic).

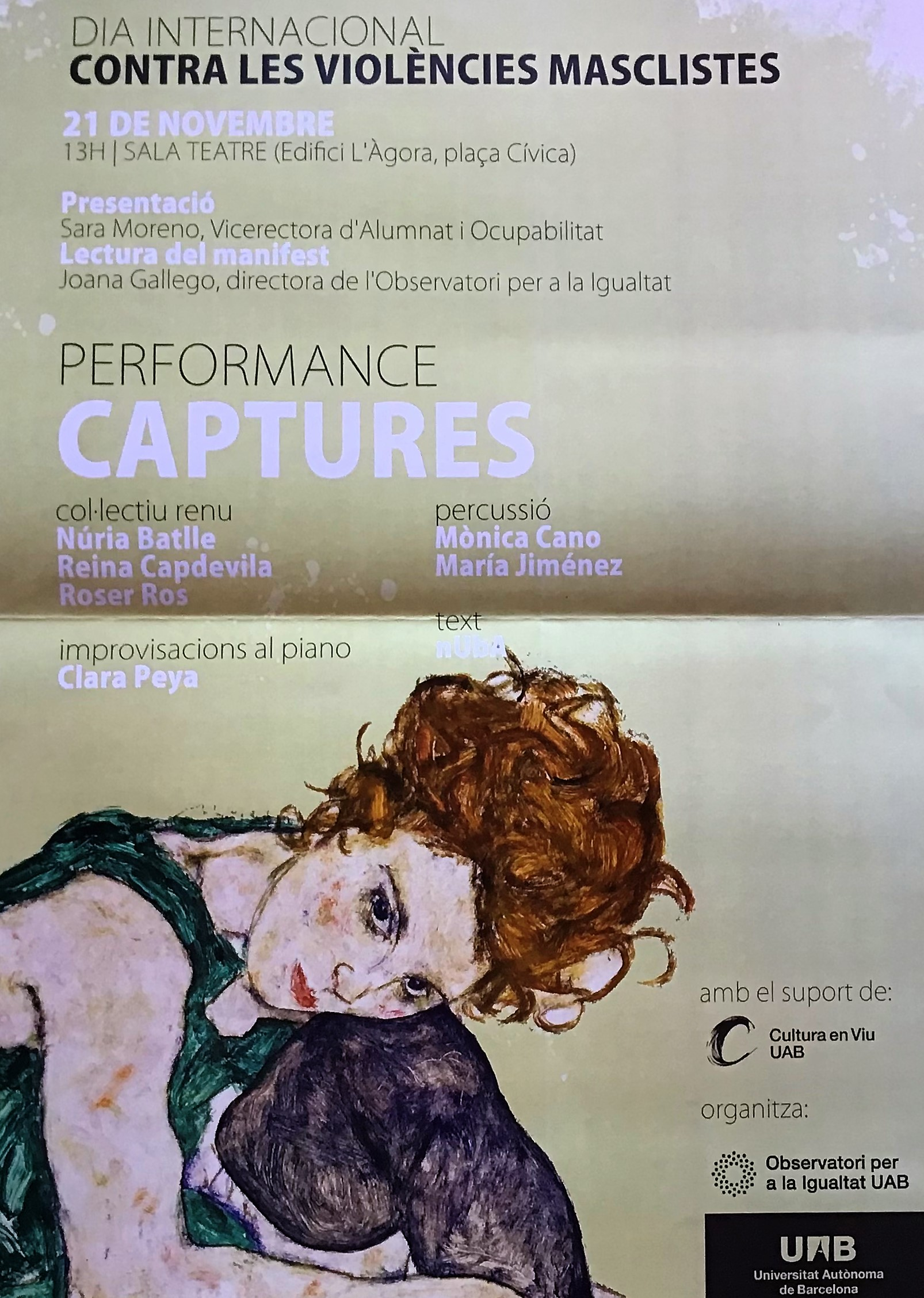
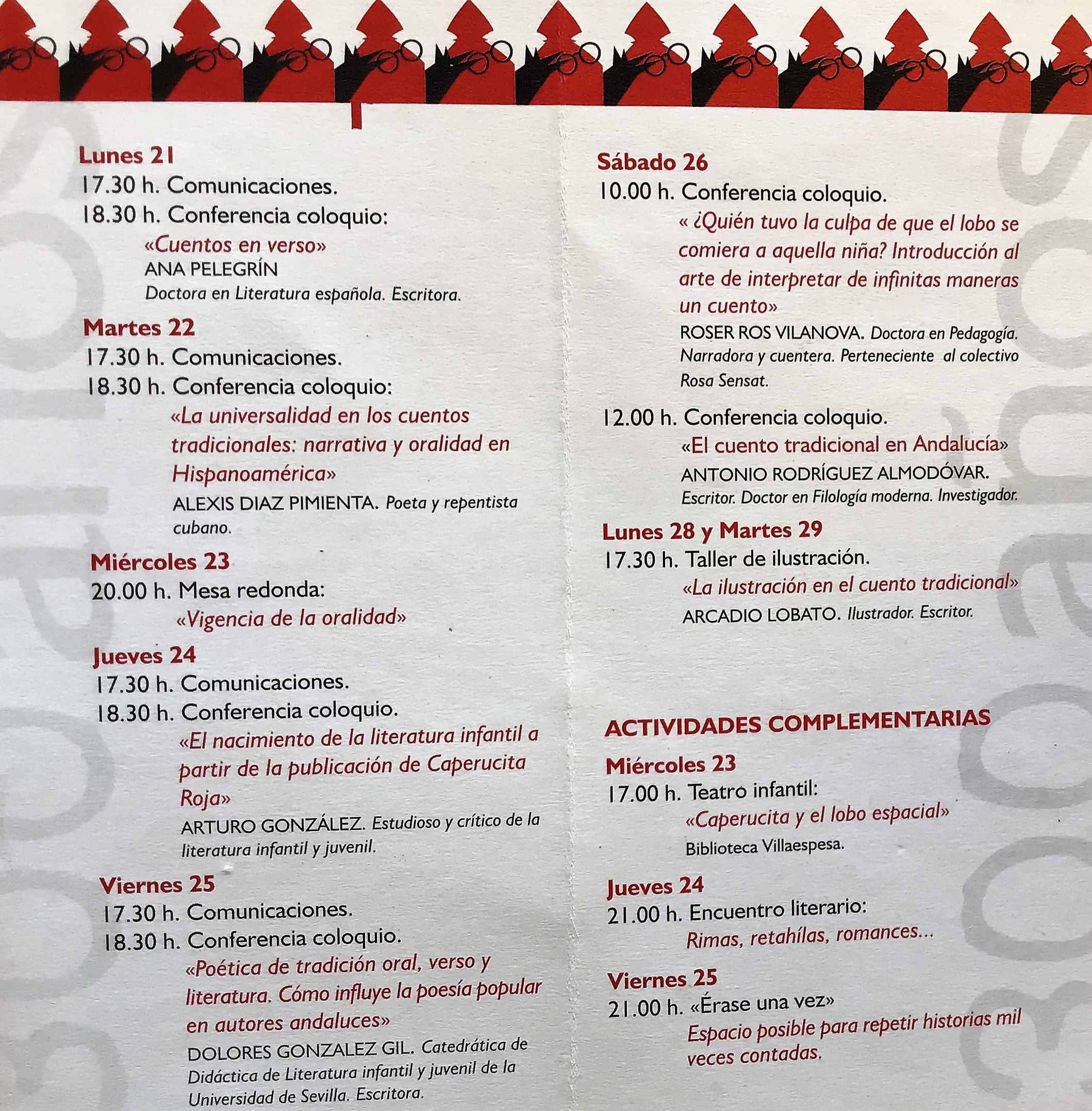
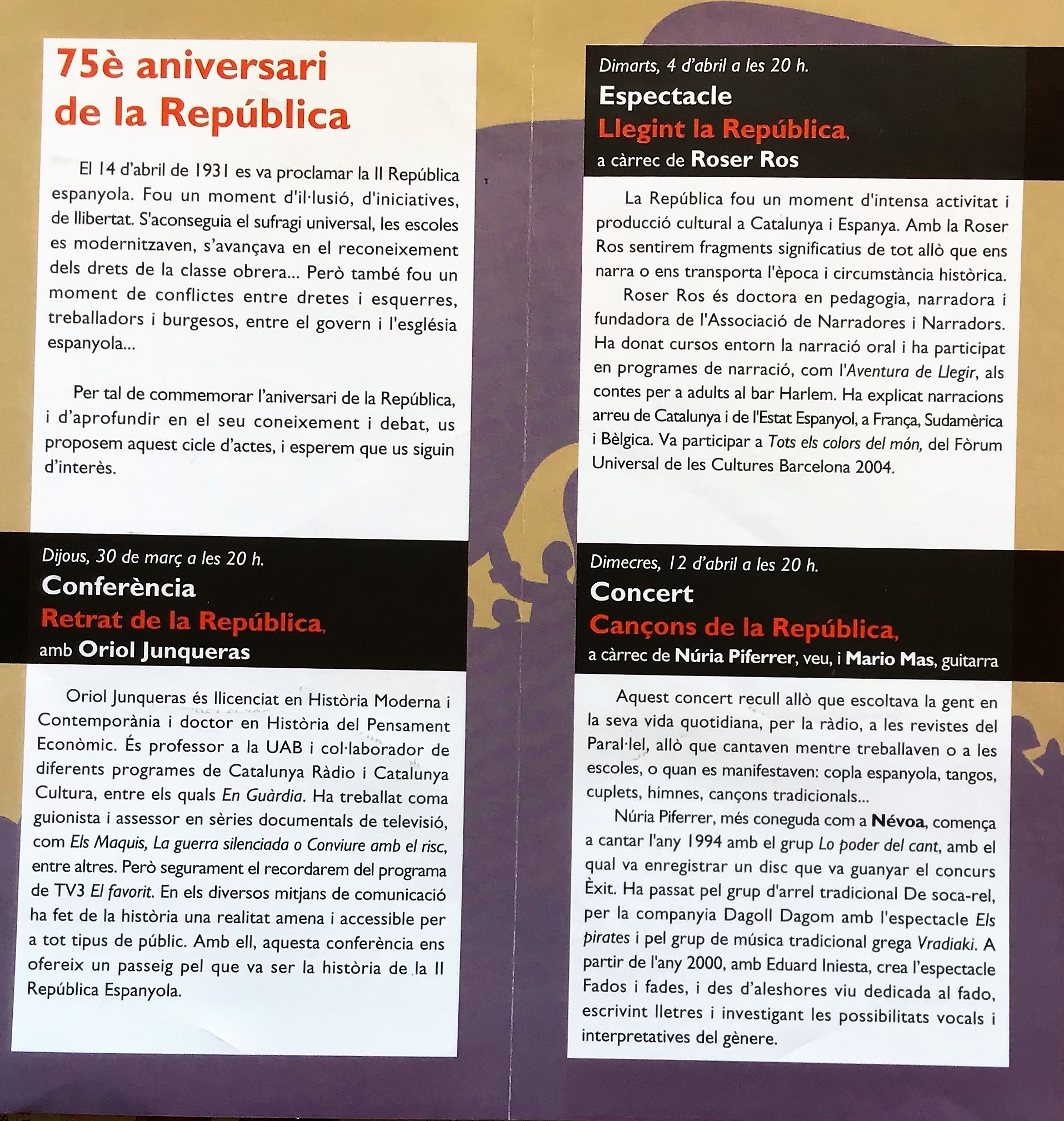
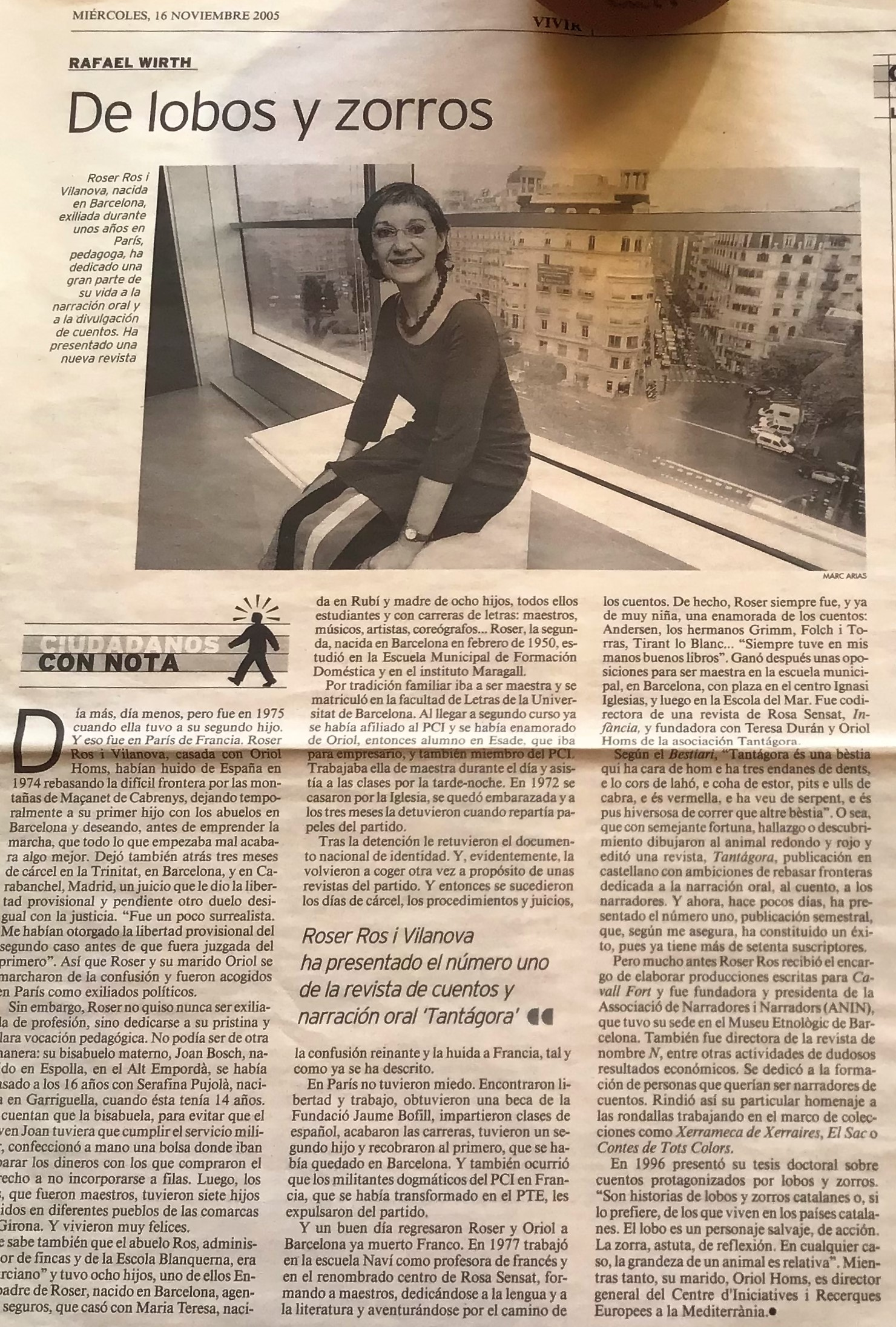
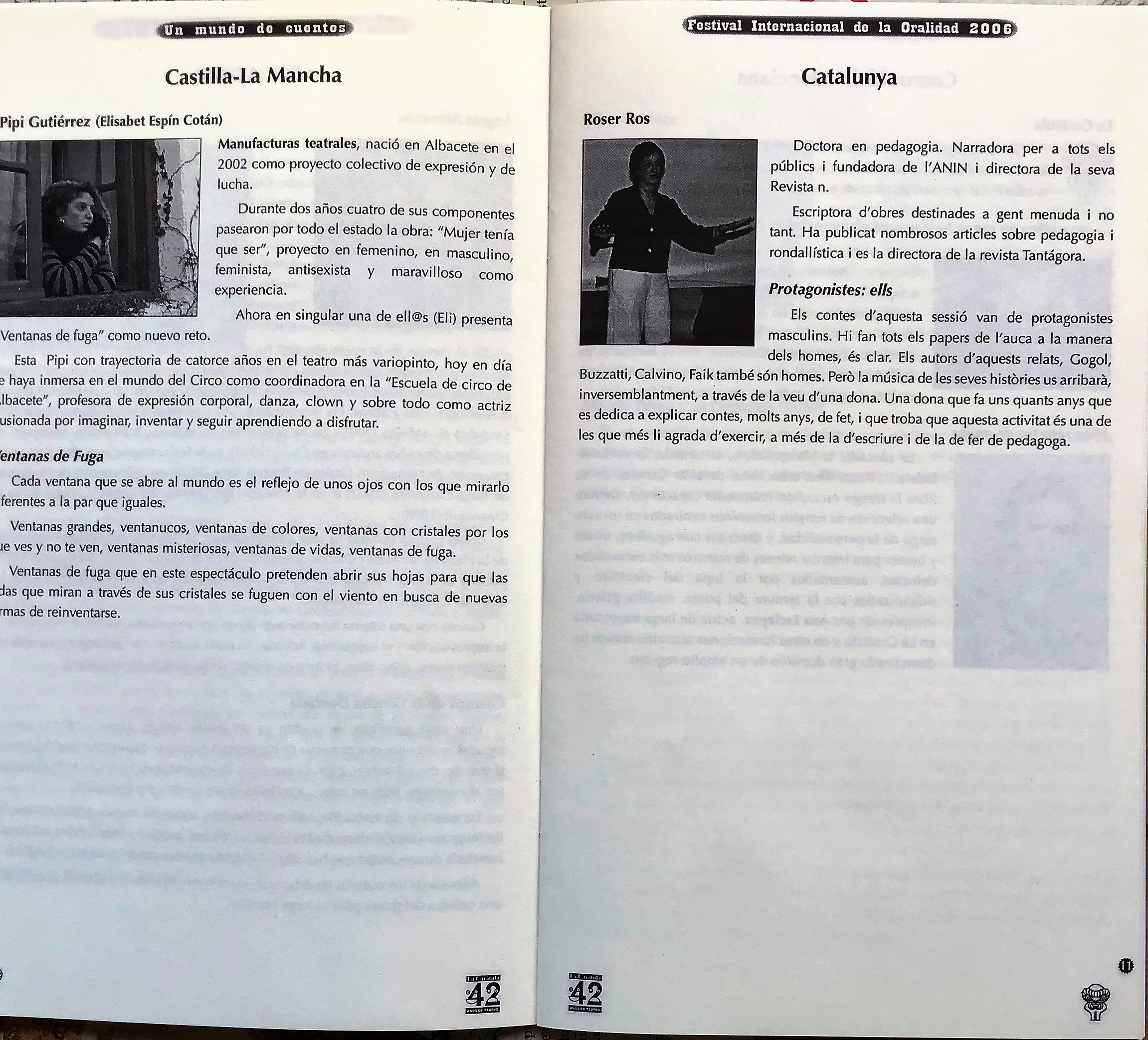
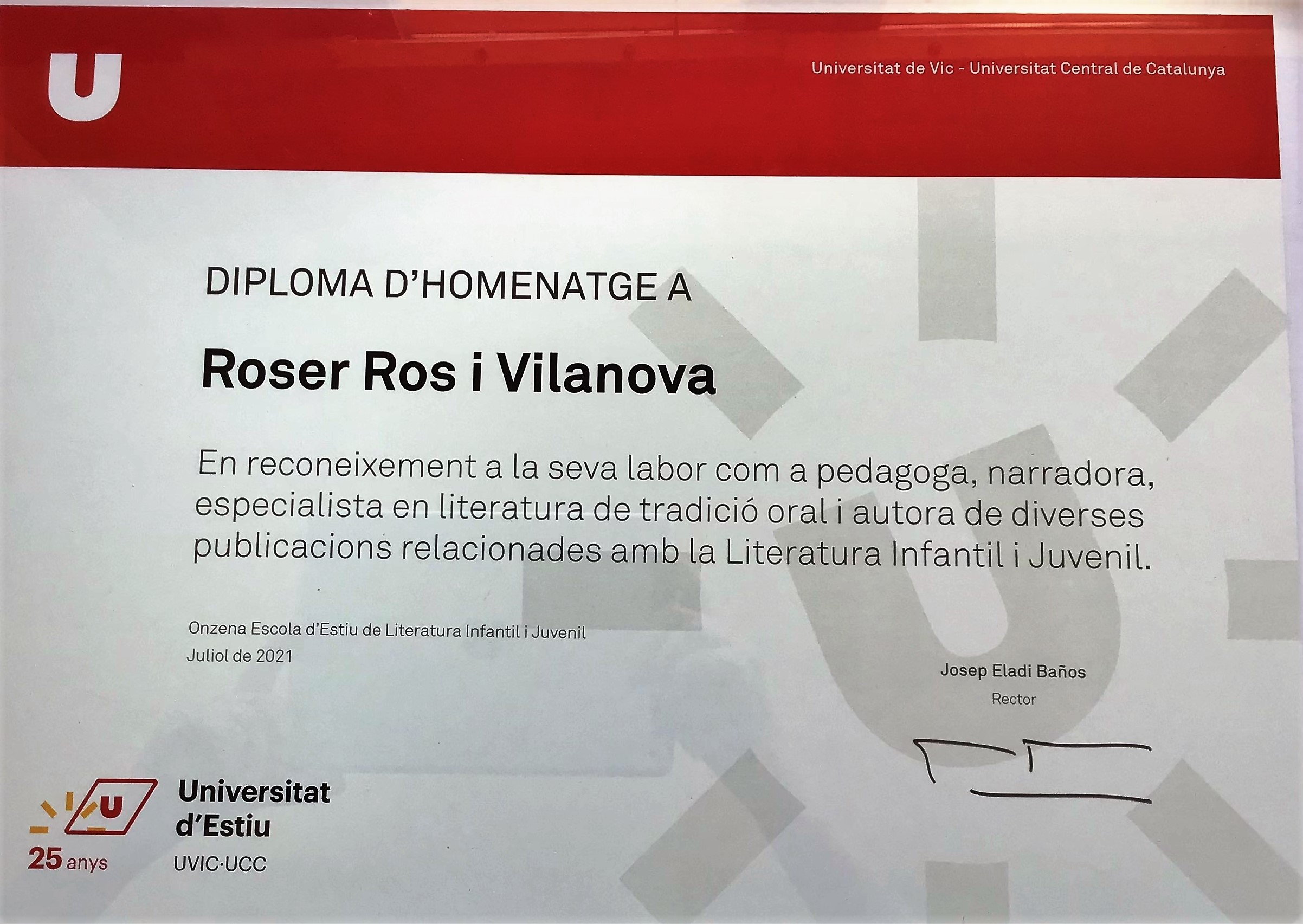
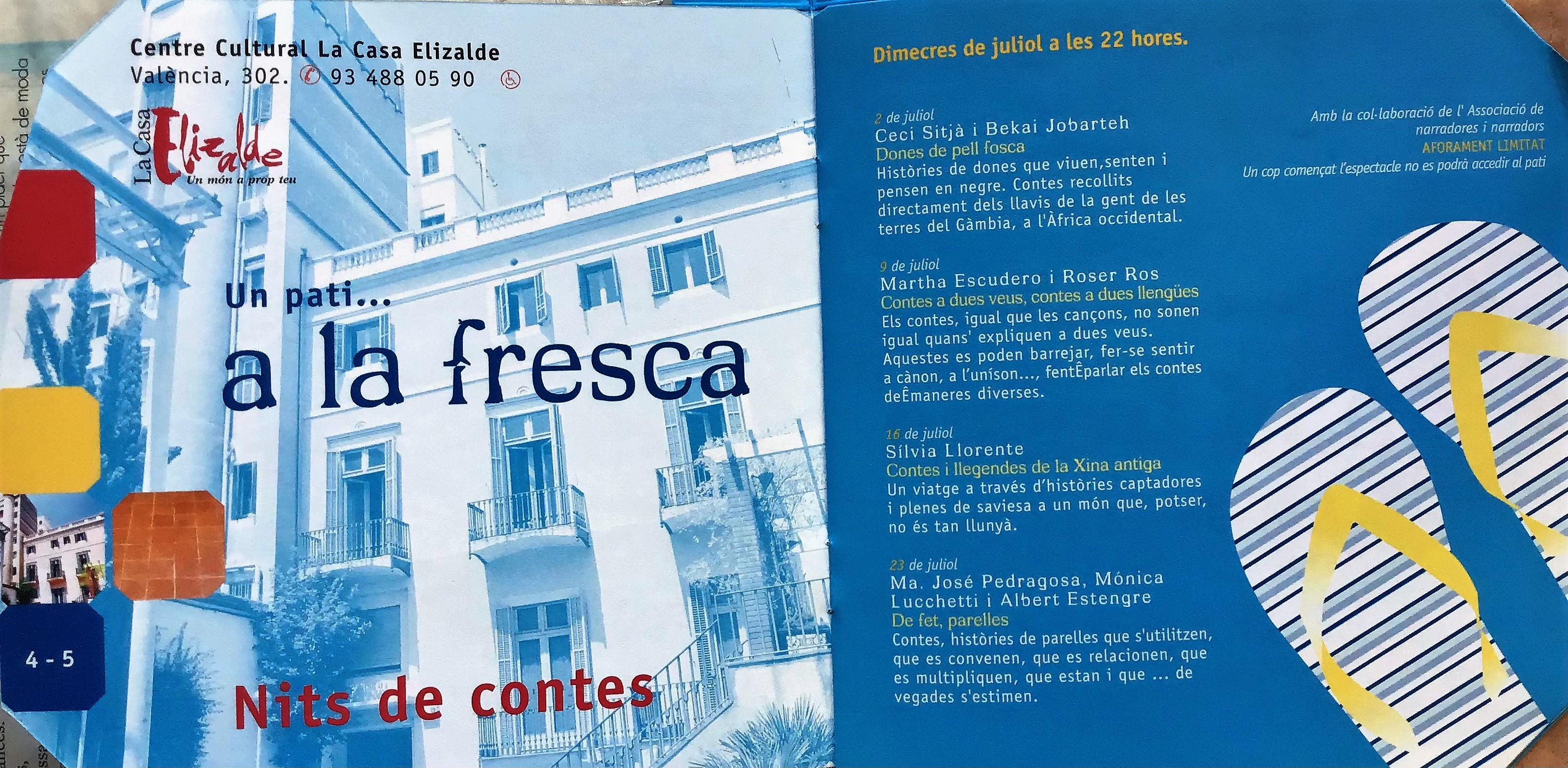

### Dramaturga
Com a dramaturga ha creat nombroses peces de petit format, entre les quals Tocadits chrome-extension, Picaplat, Peu i Toc, amb música de Gerard Valverde, La gent de la meva escala i La Quela/La Tomasa.

### Escriptora
Com a escriptora, ha versionat contes de la tradició oral i ha escrit llibres per a nois i noies publicats a La Galera, Onda, Espasa Calpe/Rosa Sensat, Octaedro, Timun Mas, Memorial Democràtic, Takatuka, Tantàgora, Kalandraka, etc. Ha escrit, també, nombrosos articles sobre el fet narratiu i la importància en l'educació literària dels infants a diferents revistes d'àmbit català i castellà. Algunes de les seves obres són: Elna, la maternitat (amb il·lustracions Jordi Vila-Delclòs), Els colors de l'Àfrica, Mot per mot, Manual d'oralitat en set jornades i set contes i Matèria sensible.
Va coordinar el volum 7 del Tradicionari sobre la narrativa popular. L'obra mostra les transformacions que han comportat el pas cap a una societat de masses, postindustrial, dominada pels mitjans de comunicació de masses i les noves tecnologies de la informació, afectada per la globalització i per una immigració igualment imparable.

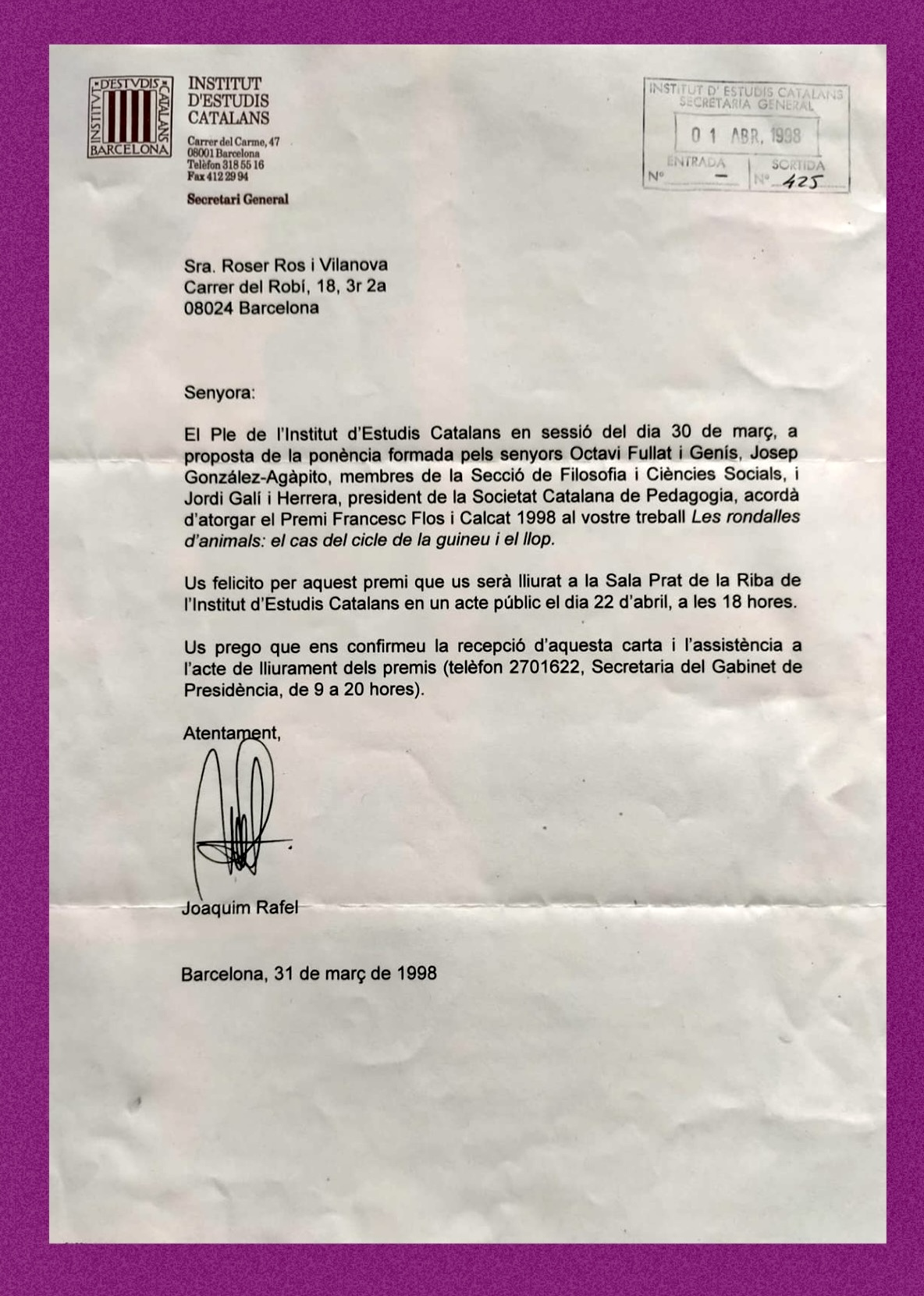
1998 Premi de Pedagogia Francesc Flos i Calcat

## Premis i reconeixements
El 1998 va rebre el Premi de Pedagogia Francesc Flos i Calcat atorgat per l’Institut d’Estudis Catalans; el 2010 va rebre el Premi Conca de Cultura Popular 2010. És Membre de la L Llista d’honor de la LIJ catalana i Presidenta de la Fundació Art&paraula.